# 703 Batalion Wsparcia Brygady (USA)
703 Batalion Wsparcia Brygady (ang. 703rd Brigade Support Battalion „Maintainers”) – batalion wsparcia Armii Stanów Zjednoczonych, aktualnie przydzielony do 2 Pancernej Brygadowej Grupy Bojowej „Spartans” 3 Dywizji Piechoty (2nd Armored Brigade Combat Team, 3rd Infantry Division).

## Historia
703 Batalion Wsparcia Brygady został utworzony 18 października 1927 w Armii Zwykłej jako 48. i 49. sekcja napraw silników. Został aktywowany 28 lipca 1930 w Fort Mason w Kalifornii. Jednostka została następnie skonsolidowana, zreorganizowana i przeprojektowana 1 maja 1936 jako kompania „E” 3 pułku kwatermistrzowskiego będącego elementem 3 Dywizji (późniejszej 3 Dywizji Piechoty).
12 października 1939 ponownie zreorganizowano go i przeprojektowano w pluton konserwacyjny w kompanii dowodzenia 3 batalionu kwatermistrzowskiego. 1 sierpnia 1942 ponownie został zreorganizowany i przeprojektowany jako Ordnance Maintenance Platoon w kompanii dowodzenia 3 batalionu kwatermistrzowskiego. Kolejną transformację przeszedł 27 września 1942 i przemianowany na 703rd Ordnance Light Maintenance Company jako element 3 Dywizji Piechoty.
Podczas II wojny światowej jednostka brała udział w następujących kampaniach: walki w Tunezji, Operacja Husky na Sycylii, Operacja Avalanche (Neapol-Foggia), Operacja Shingle pod Anzio, Operacja Dragoon w południowej Francji, walkach w Nadrenii, ofensywie w Ardenach i Alzacjii, w walkach w Europie Środkowej.
15 listopada 1946 ponownie został zreorganizowany i przeprojektowany w 703rd Ordnance Maintenance Company. Jednostka ta później służyła z wyróżnieniem w wojnie koreańskiej w następujących kampaniach koreańskich: interwencja chińskich sił komunistycznych, wiosenna ofensywa chińskich sił komunistycznych, ofensywa letnia i jesienna ONZ, druga zima koreańska, lato-jesień 1952, trzecia zima koreańska, lato 1953.
24 listopada 1952 batalion przeszedł ponowną reorganizację, tym razem przeprojektowany został w dowództwo i oddział dowodzenia 703rd Ordnance Battalion jako element 3 Dywizji Piechoty i aktywowany 1 lutego 1953.
Kolejna transformacja nastąpiła 20 marca 1963 w 703rd Maintenance Battalion, później dezaktywowany w Niemczech 15 maja 1985. Jednostka została następnie przeprojektowana 1 maja 1987 w 703rd Support Battalion (Main) i aktywowana w Niemczech jako element 3 Dywizji Piechoty. 25 kwietnia 1996 wraz z większością 3 Dywizji Piechoty batalion przeniesiono do Fort Stewart w Georgii i dezaktywowano.
W 2003 roku batalion został rozmieszczony w Kuwejcie i Iraku w celu wsparcia operacji Enduring Freedom i Iraqi Freedom. Misję pełnił tam od 19 stycznia do 19 sierpnia 2003.
W połowie 2004 3 Dywizja Piechoty rozpoczęła transformację do nowej modułowej struktury sił armii amerykańskiej. Dowództwo wsparcia dywizji (DISCOM) zostało dezaktywowane, a niektóre z podległych jednostek zostały przeprojektowane i zreorganizowane, a następnie reaktywowane w ramach 3 Brygady Wsparcia (3rd Sustainment Brigade). Każda modułowa grupa brygadowa, w tym nowo aktywowana 4 Brygada, otrzymała batalion wsparcia, który przejmował zadania wcześniej wykonywane przez 3 bataliony wsparcia dywizji. 27 kwietnia 2004 703 batalion wsparcia dołączony został do 4 Brygady 3 Dywizji Piechoty.
Od 15 stycznia 2005 do 12 stycznia 2006 żołnierze batalionu ponownie rozmieszczeni zostali w Iraku w celu wsparcia operacji Iraqi Freedom III. 27 czerwca 2006 jednostka została ponownie przeprojektowana, teraz w 703 Batalion Wsparcia Brygady będący elementem nowej modułowej struktury sił armii amerykańskiej, przeznaczonym do wsparcia Brygady. Pod koniec 2007 4 Brygada 3 Dywizji Piechoty rozmieszczona została w Iraku w ramach operacji Iraqi Freedom. 703 Batalion wraz z 4 Brygadą służył w tym kraju do 2008.
24 października 2013 w bazie operacyjnej Shank w Afganistanie 703 Batalion wziął udział w ceremonii zakończenia  dziewięciomiesięcznej misji wspierania 4 IBCT (Infantry Brigade Combat Team) podczas operacji w prowincjach Logar i Wardak, która rozpoczęła się 8 marca 2013.
Latem 2015 roku 4 Infantry Brigade Combat Team przekształciła się w 2 Infantry Brigade Combat Team.
W 2015 2 Brygada aktywowała się jako zespół lekkiej brygady piechoty (Light Infantry Brigade Combat), a w 2016 została rozmieszczona na całym kontynencie afrykańskim, wspierając regionalną misję sił US AFRICOM.
W 2016 roku 3 Dywizja Piechoty rozpoczęła przekształcanie swoich brygad z IBCT (Infantry Brigade Combat Team) w ABCT (Armored Brigade Combat Team).
Od lutego 2020 703 batalion wraz z 2 ABCT przygotowywał się do udziału w ćwiczeniu DEFENDER - Europe 20. W związku z pandemią ćwiczenie zostało zmodyfikowane jako DEFENDER Europe 20 Plus i przesunięte na czerwiec 2020. W Polsce odbyło się na drawskim poligonie pod nazwą Allied Spirit XI.
23 kwietnia 2020 Departament Armii Stanów Zjednoczonych poinformował, że 2 Pancerna Brygadowa Grupa Bojowa 3 Dywizji Piechoty zastąpi 2 Pancerną Brygadową Grupę Bojową 1 Dywizji Kawalerii i weźmie udział w ćwiczeniach Atlantic Resolve w celu wsparcia zaangażowania Stanów Zjednoczonych w NATO.
Na przełomie 2023/2024 batalion, jako kolejna, rotacyjna zmiana w ramach operacji Atlantic Resolve stacjonuje w Skwierzynie.

## Struktura organizacyjna
Skład 2021
- dowództwo i kompania dowodzenia (HHC)
- kompania A „Ironhorse” (zaopatrzenia)
- kompania B (remontowa)
- kompania C (medyczna)
- kompania D (wsparcia, dołączona do 6 szwadronu 8 pułku kawalerii)
- kompania E (wsparcia, dołączona do 3 batalionu 15 pułku piechoty)
- kompania F (wsparcia, dołączona do 3 batalionu 7 pułku piechoty)
- kompania G (wsparcia, dołączona do 1 batalionu 76 pułku artylerii polowej)